# Jan Tymen Kymmell

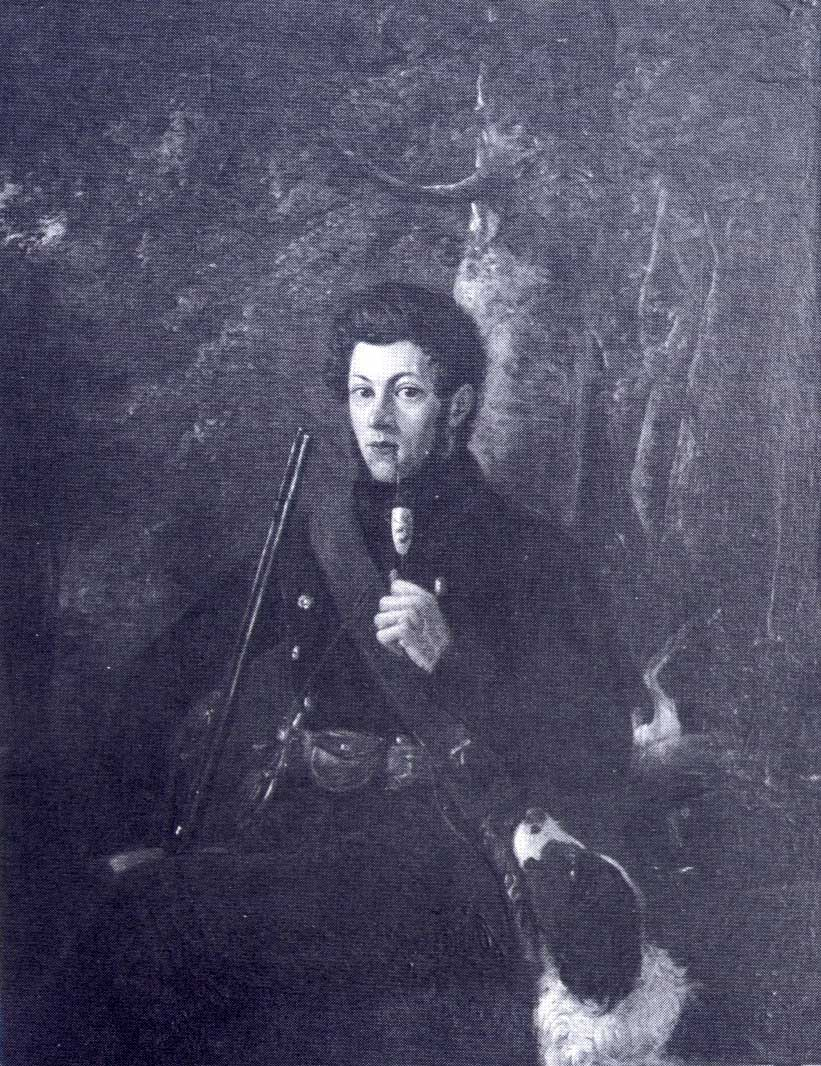
Jan Tymen Kymmell (1818-1903)

Jan Tymen Kymmell (Smilde, 3 april 1818 - Westerbork, 23 november 1903) was een Nederlandse burgemeester en notaris.

## Leven en werk
Kymmell was een zoon van de luitenant Wolter Tymen Kymmell en Lucia Aleida Nijsingh. Hij was een kleinzoon van de schulte en maire van Dalen, Georg Rudolph Wolther Kymmell. Hij studeerde rechten aan de universiteit van Groningen en promoveerde aldaar in 1841. Kymmel werd in 1840 benoemd tot burgemeester en secretaris van Westerbork, als opvolger van zijn oom Hendrik Nijsingh. Na de beëindiging van zijn burgemeesterschap in 1843 was hij wethouder van Westerbork en vervulde aldaar zestig jaar lang het ambt van notaris, tot zijn overlijden in 1903. In 1898 werd het feit herdacht dat hij, nestor van de notarissen in Nederland, 55 jaar dit ambt vervulde.
Kymmell erfde in 1863 van de broer van zijn moeder het Nijsingh-erf in Westerbork. Hij liet de bestaande bebouwing grotendeels slopen en bouwde er een herenhuis dat in Westerbork Kymmell's börchien of Kymmel's burcht werd genoemd. Het huis lag tegenover een bosje, waar later het gemeentehuis van de toenmalige gemeente Westerbork werd gebouwd. Kymmell's burcht werd in 1925 afgebroken. Kymmell stond in 1878 op de negende plaats op de lijst van hoogstaangeslagenen met bezittingen in Westerbork, Beilen, Dalen, Rolde en Smilde.
Kymmell trouwde op 16 november 1848 te Borger met Hillegonda Johanna Alingh, dochter van de burgemeester van Borger Jan Alingh en Anna Boelken. Hun zoon Lucas Nijsingh Kymmel was, evenals zijn vader, burgemeester van Westerbork.